# Tia Hellebaut
Tia Hellebaut, belgijska atletinja, * 16. februar 1978, Antwerp, Belgija.
Nastopila je na poletnih olimpijskih igrah v letih 2004, 2008 in 2012, leta 2008 je osvojila naslov olimpijske prvakinje v skoku v višino, leta 2012 je bila peta, leta 2004 pa dvanajsta. Na svetovnih dvoranskih prvenstvih je osvojila zlato medaljo v peteroboju leta 2008, na evropskih prvenstvih naslov prvakinje v skoku v višino leta 2006, kot tudi na evropskih dvoranskih prvenstvih leta 2007. 